# Knack (tijdschrift)
Knack is een Nederlandstalig Belgisch weekblad met als voornaamste focus politiek nieuws uit binnen- en buitenland.

## Geschiedenis
Het eerste nummer verscheen half februari 1971, aanvankelijk als Belgische tegenhanger van TIME Magazine en Newsweek, Der Spiegel, L'Express, Elsevier, Businessweek en Sports Illustrated en andere internationale nieuwstijdschriften. Bij gebrek aan concurrentie, groeide de populariteit gestaag. Uitgever Roularta (stichter Willy De Nolf en later zoon Rik De Nolf) bracht, eveneens in de jaren zeventig, kort na elkaar bladen als Trends en Voetbalmagazine uit. Voor de Waalse markt brachten ze de Franstalige versie van Knack uit: Le Vif/L'Express en ook Trends/Tendances en Sport Foot Magazine.
Onder de leiding van Frans Verleyen wist het blad een vaste waarde te worden in de Vlaamse bladenmarkt. Het wordt wekelijks uitgegeven met andere bladen als extra:
- Knack Weekend, een blad rond lifestyle, mode, interieur, reizen en gastronomie.
- Knack Focus, een televisiegids die verder informatie biedt over film, theater, muziek en televisie.
- De abonnees ontvangen daarbovenop elke 3 maanden MO*, een tijdschrift met een  mondiale visie en een bijzondere aandacht voor de ontwikkelingslanden.
- Bovendien heeft de abonnee toegang tot alle Roularta Media Group-bladen via de mijnmagazine-app.

Bij het weekblad hoort ook een Knack-club-lidmaatschap, dat verschillende voordelen voor de leden inhoudt. Daarnaast biedt Knack verschillende extra producten, waaronder boeken, cd's en dvd's, aan zijn lezers aan.
Knack heeft een netto betaalde oplage van bijna 115.000 exemplaren (waarvan 94.500 abonnees en de rest losse verkoop).
In juni 2022 won de Knack-reportage over Poverello, Als het goede doel ontspoort, van Ruben Brugnera en Marieke Brugnera de prijs voor de beste Nederlandse en Vlaamse onderzoeksjournalistiek (De Loep) van de Vereniging van Onderzoeksjournalisten (VVOJ) in de categorie 'controlerende onderzoeksjournalistiek'.

## Hoofdredacteurs
| Naam                        | Periode   | Opmerkingen                              |
| --------------------------- | --------- | ---------------------------------------- |
| Jan Schodts en Henri Schoup | 1971      | voorafgegaan door Jos De Man (jan-maart) |
| Frans Verleyen              | 1972-1983 | voorafgegaan door Henri Schoup (jan-aug) |
| Hubert Van Humbeeck         | 1983-1997 |                                          |
| Rik Van Cauwelaert          | 1997-2006 |                                          |
| Karl van den Broeck         | 2006-2011 |                                          |
| Johan Van Overtveldt        | 2011-2012 | Gelijktijdig hoofdredacteur van Trends   |
| Jörgen Oosterwaal           | 2012-2015 |                                          |
| Bert Bultinck               | 2015-     |                                          |

Na het terugtreden van Hubert Van Humbeeck nam Rik Van Cauwelaert in 2002 de functie op van directeur-hoofdredacteur. Hubert Van Humbeeck leidde vanaf 1983 de Knack-redactie, eerst als hoofdredacteur, later als opvolger van Frans Verleyen, in de functie van directeur.
Tussen 1 januari 2006 en juli 2011 was Karl van den Broeck hoofdredacteur van Knack. Van den Broeck was voorheen chef nieuws en chef cultuur bij De Morgen. Rik Van Cauwelaert bleef directeur. Van den Broeck werd in juli 2011 onverwachts en om onbekende redenen ontslagen en vertrok weer richting De Morgen. Ook werd er een vernieuwingsoperatie aangekondigd. Rik Van Cauwelaert werd "directeur strategie" voor de redacties van de tijdschriften van de Roularta Media Group in België. Trends-hoofdredacteur Johan Van Overtveldt werd in september 2011 ook hoofdredacteur van Knack.
Op 15 oktober 2012 werd Jörgen Oosterwaal hoofdredacteur. Eind 2015 nam Bert Bultinck de fakkel over van Oosterwaal.